# 11 november
11 november är den 315:e dagen på året i den gregorianska kalendern (316:e under skottår). Det återstår 50 dagar av året.

## Återkommande bemärkelsedagar

### Nationaldagar
- Angolas nationaldag
- Polens national- och självständighetsdag

### Tidigare nationaldagar
- Rhodesias nationaldag (till minne av den utropade självständigheten från Storbritannien denna dag 1965)

### Flaggdagar
- USA: Krigsveteranernas dag

### Minnesdagar
- Stilleståndsdagen eller Hågkomstens dag, dagen för vapenstilleståndet 1918 som avslutade första världskriget, högtidighålls i ett flertal länder.
- I Nederländerna, Tyskland, Danmark och Sverige firas den helige Martin av Tours (Sankt Mårten).
- Singlarnas dag

## Dagens namn

### I den svenska almanackan
- Nuvarande – Mårten
- Föregående i bokstavsordning
  - Marion – Namnet infördes på dagens datum 1986, men flyttades 1993 till 25 mars och utgick 2001.
  - Morgan – Namnet infördes på dagens datum 1986, men flyttades 1993 till 22 september och 2001 till 28 mars.
  - Mårten – Namnet infördes på dagens datum 1901, då det ersatte det längre Mårten biskop, och har funnits där sedan dess.
  - Mårten biskop – Namnet fanns, till minne av biskopen och helgonet Martin av Tours, som levde på 300-talet, på dagens datum före 1901, då det utgick och ersattes av enbart Mårten. Minnet av honom lever kvar än idag, genom att man, framförallt i Skåne, äter gås denna dag.
- Föregående i kronologisk ordning
  - Före 1901 – Mårten biskop
  - 1901–1985 – Mårten
  - 1986–1992 – Mårten, Marion och Morgan
  - 1993–2000 – Mårten
  - Från 2001 – Mårten
- Källor
  - Brylla, Eva (red.). Namnlängdsboken. Gjøvik: Norstedts ordbok, 2000 ISBN 91-7227-204-X
  - af Klintberg, Bengt. Namnen i almanackan. Gjøvik: Norstedts ordbok, 2001 ISBN 91-7227-292-9

### Finlandssvenska almanackan
- Nuvarande från 1973[1] – Boris
- I föregående revideringar[a][2]
  - 1929–1949 – Nina, Ninni
  - 1950–1972 – Anja

## Händelser
- 1276 – Magnus Ladulås gifter sig med Helvig av Holstein.
- 1417 – Efter att påvestolen har stått tom i över två år väljs Oddone Colonna till påve och tar namnet Martin V. Detta gör slut på den stora schismen, som har varat sedan 1378.
- 1572 – Tycho Brahe upptäcker en supernova i stjärnbilden Cassiopeja.
- 1868 – Den nederländska diplomaten Dirk de Graeff van Polsbroek sluter det första handelsfördraget mellan Svensk-norska unionen och Japan.
- 1889 – Washington blir den 42:a delstaten att ingå i den amerikanska unionen.[3]
- 1918 – Ett vapenstilleståndsavtal undertecknas klockan 05:10 och träder i kraft kl. 11:00, vilket markerar slutet på striderna i det första världskriget.
- 1918 – Polen blir självständigt från Sovjetryssland.
- 1923 – Adolf Hitler arresteras efter den så kallade ölkällarkuppen.
- 1965 – Rhodesia förklarar sig självständigt från Storbritannien[4], vilket resulterar i att Förenta nationerna, på Storbritanniens inrådan, inleder sanktioner mot landet.
- 1975 – Angola deklarerar sin självständighet från Portugal.[5]
- 1978 – Maumun Abdul Gayum besegrar Ibrahim Nasir och blir Maldivernas president.
- 2000 – En brand bryter ut i ett bergbanetåg i Kaprun, Österrike varvid 155 människor omkommer.

## Födda
- 1050 – Henrik IV, kung av tysk-romerska riket.
- 1155 – Alfons VIII, kung av Kastilien.
- 1599 – Maria Eleonora av Brandenburg, drottning av Sverige 1620–1632, gift med Gustav II Adolf.
- 1633 – George Savile, 1:e markis av Halifax, engelsk statsman.
- 1743 – Carl Peter Thunberg, svensk botaniker.
- 1744 – Abigail Adams, amerikansk presidenthustru 1797-1801.
- 1789 – Pietro Tenerani, italiensk skulptör.
- 1795 – Moritz Heinrich Romberg, tysk neurolog.
- 1804 – Johannes Magnusson, svensk orgelbyggare och uppfinnare.
- 1821 – Fjodor Dostojevskij, rysk författare.
- 1842 – William R. Webb, amerikansk demokratisk politiker och pedagog, senator (Tennessee) 1913.
- 1848 – Hans Delbrück, tysk historiker och politiker.
- 1863 – Paul Signac, fransk målare.
- 1864 – Alfred Fried, österrikisk journalist och pacifist, mottagare av Nobels fredspris 1911.
- 1872 – David I. Walsh, amerikansk demokratisk politiker, senator (Massachusetts) 1919–1925, 1927–1947.
- 1882 – Gustaf VI Adolf, kung av Sverige 1950–1973.
- 1885 – George S. Patton, amerikansk general.
- 1887 – Anton Nilson, svensk brottsling, Amaltheadådet.
- 1893 – Paul van Zeeland, belgisk politiker.
- 1899 – Hilding Rolin, svensk skådespelare.
- 1900 – Hugh Scott, amerikansk republikansk politiker, senator (Pennsylvania) 1959–1977.
- 1905 – William Bendtz, svensk produktionsledare och filmproducent.
- 1910 – Carl Holmberg, svensk sångare.
- 1912 – Walter Walker, brittisk general.
- 1913 – Sonja Wigert, norsk-svensk skådespelare.
- 1914 – Mel Leven, amerikansk kompositör och textförfattare.
- 1915 – William Proxmire, amerikansk demokratisk politiker, senator (Wisconsin) 1957–1989.
- 1922 – Kurt Vonnegut, amerikansk författare.
- 1925 – Kalle Svensson, fotbollsspelare, målvakt, VM-brons 1950, OS-brons 1952, VM-silver 1958.
- 1928
  - Carlos Fuentes, mexikansk författare.
  - Edward Zorinsky, amerikansk politiker, senator (Nebraska) 1976–1987.
- 1931 – Pete Stark, amerikansk demokratisk politiker, kongressledamot 1973–2013.
- 1934 – Heinz Hopf, svensk skådespelare.
- 1935 – Bibi Andersson, svensk skådespelare.
- 1937
  - Vittorio Brambilla, italiensk racerförare.
  - Dick Celeste, amerikansk demokratisk politiker och diplomat, guvernör i Ohio 1983–1991.
- 1940 – Barbara Boxer, amerikansk politiker, demokratisk ledamot av USA:s senat (Kalifornien) 1993–2017.
- 1943 – Britt Marie Aruhn, svensk operasångare.
- 1944
  - Stefan Ekman, svensk skådespelare.
  - Danny Trejo, amerikansk skådespelare och boxare.
- 1945 – Daniel Ortega, president i Nicaragua 1985–1991, 2007–.
- 1946 – Corrine Brown, amerikansk demokratisk politiker, kongressledamot 1993–2017.
- 1950 – Terry Rooney, brittisk parlamentsledamot för Labour.
- 1951 – Kim Peek, amerikansk savant.
- 1955 – Friedrich Merz, tysk politiker, partiledare för CDU 2022–, förbundskansler 2025–.
- 1960 – Stanley Tucci, amerikansk skådespelare.
- 1961 – Corinne Hermès, fransk artist.
- 1962 – Demi Moore, amerikansk skådespelare.
- 1964 – Calista Flockhart, amerikansk skådespelare.
- 1965 – Adel Khamis, qatarisk fotbollsspelare.
- 1968 – Tim Huelskamp, amerikansk republikansk politiker.
- 1969 – Carson Kressley, amerikansk modeexpert och programledare i tv.
- 1970 – Fredde Granberg, svensk skådespelare, manusförfattare.
- 1974
  - Henrik Berggren, svensk artist, låtskrivare och musiker i musikgruppen Broder Daniel.
  - Monica De La Cruz, amerikansk republikansk politiker, kongressledamot 2023–.
  - Leonardo DiCaprio, amerikansk skådespelare.
- 1978 – Erik Edman svensk fotbollsspelare.
- 1989 – Reina Tanaka, japansk sångare.

## Avlidna
- 1206 – Olof Lambatunga, svensk ärkebiskop sedan 1198 (död möjligen detta datum och senast detta år).
- 1352 – Agnes av Bayern, helgon.
- 1406 – Erengisle Nilsson den äldre, svenskt riksråd sedan 1386.
- 1569 – Daniel Rantzau, dansk krigare.
- 1640 – Ellen Marsvin, dansk adelsdam.
- 1686 – Louis II av Bourbon, ”den store Condé”, fransk prins, fältherre.
- 1675 – Thomas Willis, engelsk vetenskapsman.
- 1768 – Fredrik Ulrik Insenstierna, 44, svensk ämbetsman och landshövding i Västmanlands län.
- 1793 – Johan Gabriel Bergman, 61, finländsk läkare.
- 1855 – Søren Kierkegaard, 42, dansk filosof.
- 1893 – Charles Henry Bell, 69, amerikansk republikansk politiker, senator (New Hampshire) 1879, guvernör i New Hampshire 1881–1883.
- 1917 – Liliʻuokalani, hawaiiansk drottning 1891–1893, den sista regenten i monarkin Hawaii.
- 1930 – T. Coleman du Pont, 66, amerikansk republikansk politiker och affärsman, senator (Delaware) 1921–1922 och 1925–1928.
- 1938 – Josiah O. Wolcott, 61, amerikansk demokratisk politiker och jurist, senator (Delaware) 1917–1921.
- 1941 – Albert d'Amade, 84, fransk militär.
- 1943 – Henry L. Myers, 81, amerikansk demokratisk politiker och jurist, senator (Montana) 1911–1923.
- 1945 – Jerome Kern, 60, amerikansk musikalkompositör.
- 1949 – Yngwe Nyquist, 69, svensk skådespelare, opera- och operettsångare.
- 1966 – John Norrman, svensk skådespelare.
- 1973 – Artturi Virtanen, 78, finländsk biokemist, mottagare av Nobelpriset i kemi 1945.
- 1974 – Adolf Schütz, svensk manusförfattare.
- 1976 – Alexander Calder, amerikansk skulptör.
- 1981 – Erwin Schulz, tysk SS-officer, dömd krigsförbrytare.
- 1985 – Pelle Lindbergh, svensk ishockeymålvakt (bilkrock).
- 1998 – Elvis Stahr, 82, amerikansk miljöaktivist och politiker.
- 1999
  - Mary Kay Bergman, amerikansk röstskådespelare.
  - Ria Wägner, svensk journalist och tv-programledare.
- 2004 – Yassir Arafat, palestinsk politiker; ordförande i Palestinska befrielseorganisationen 1969–2004. Mottagare av Nobels fredspris 1994.
- 2005
  - Patrick Lichfield, 66, brittisk fotograf.
  - Moustapha Akkad, 75, syrisk-amerikansk filmregissör.
- 2007 – Karin Hartman, 94, överstelöjtnant i Frälsningsarmén.
- 2009 – Helge Reiss, 81, norsk skådespelare, mest känd som Professor Drøvel i Bröderna Dal.
- 2011
  - Francisco Blake Mora, 45, mexikansk inrikesminister.
  - Jonas Bjerkén, 49, svensk operasångare och musikalartist.
  - Karl-Lennart Uggla, 83, svensk ämbetsman och landshövding i Västmanlands län.
- 2013 – Eddie McGrady, 78, brittisk politiker inom Social Democratic and Labour Party, parlamentsledamot 1987–2010.
- 2014
  - Jan Lindhardt, 76, dansk teolog och skribent.
  - Jon Höjer, 91, svensk arkitekt.
- 2016 – Robert Vaughn, 83, amerikansk skådespelare.
- 2017 – Ian Wachtmeister, 84, svensk greve, företagsledare, politiker och författare.
- 2019 – Frank Dobson, 79, brittisk parlamentsledamot för Labour 1979–2015.
- 2021 – F.W. de Klerk, 85, sydafrikansk politiker. Mottagare av Nobels fredspris 1993.
- 2022
  - Sven-Bertil Taube, 87, svensk skådespelare och sångare.
  - John Aniston, 89, amerikansk skådespelare.
  - Keith Levene, 65, brittisk gitarrist och grundare av The Clash och Public Image Ltd.[6]

### Fotnoter
1. ↑  ”Universitetets namnsdagsalmanacka - Universitetets almanacksbyrå”. almanakka.helsinki.fi. Helsingfors universitet. https://almanakka.helsinki.fi/sv/kalender-2025/. Läst 22 februari 2025.
2. ↑  ”Namnsdagsrevideringar - Universitetets almanacksbyrå”. almanakka.helsinki.fi. Helsingfors universitet. https://almanakka.helsinki.fi/sv/namnsdagar/namnsdagsrevideringar.html. Läst 3 oktober 2020.
3. ↑  ”Washington” (på engelska). World Statesmen. http://www.worldstatesmen.org/US_states_V-W.html#Washington. Läst 9 november 2012.
4. ↑  ”Zimbabwe” (på engelska). World Statesmen. http://www.worldstatesmen.org/Zimbabwe.html. Läst 24 januari 2013.
5. ↑  ”Angola” (på engelska). World Statesmen. http://www.worldstatesmen.org/Angola.html. Läst 7 november 2012.
6. ↑  ”The Clash-grundaren Keith Levene död”. Svenska Dagbladet. 12 november 2022. https://www.svd.se/a/1567KM/the-clash-grundaren-keith-levene-dod. Läst 10 mars 2024.